# Ампоица (Алба)
Ампоица (рум. Ampoița) насеље је у Румунији у округу Алба у општини Метеш. Oпштина се налази на надморској висини од 341 m.

## Становништво
Према подацима из 2002. године у насељу је живело 689 становника, од којих су сви румунске националности.